# Pilley's Island (ö)
Pilley's Island är en ö i Kanada.   Den ligger i provinsen Newfoundland och Labrador, i den östra delen av landet, 1 600 km öster om huvudstaden Ottawa. Arean är 36 kvadratkilometer. På ön ligger orten Pilley's Island.
Terrängen på Pilley's Island är platt. Öns högsta punkt är 172 meter över havet. Den sträcker sig 8,3 kilometer i nord-sydlig riktning, och 6,7 kilometer i öst-västlig riktning.